# 教科用図書検定
教科用図書検定（きょうかようとしょけんてい）とは、小学校・中学校・中等教育学校・高等学校並びに特別支援学校の小学部・中学部・高等部で使用される教科用図書（教科書）の内容が教科用図書検定基準に適合するかどうかを文部科学大臣（文部科学省）が検定する制度のことで（学校教育法第34条、第49条、第49条の8、第62条、第70条、第82条など）、行政処分に当たる。教科書検定（きょうかしょけんてい）とも呼ばれる。
学校教育法で、これらの課程（学校）においては「文部科学大臣の検定を経た教科用図書（文部科学省検定済教科書）又は文部科学省が著作の名義を有する教科用図書（文部科学省著作教科書）を使用しなければならない」と定められている。
ただし、高等学校、中等教育学校の後期課程、盲学校、聾学校、養護学校、種種の学校の特別支援学級においては文部科学省検定済教科書・文部科学省著作教科書が存在していなかったり、教育で使用するのが適当でなかったりする場合は条件に応じて、他の適切な教科用図書を使用することもできる（学校教育法附則第9条、学校教育法施行規則第58条・第65条の10第3項・第73条の16第2項・第73条の12・第73条の19・第73条の20）。

## 論点

### 日本国憲法との関連
教科用図書検定が日本国憲法第21条の「検閲の禁止」に反するとの議論がある。
例として村上春樹の短編小説『パン屋襲撃』は角川書店編集の国語教科書に入る予定だったが、検定の際「パン屋を襲うことと共産党員を襲うことに我々は（中略）ヒットラー・ユーゲント的な感動を覚えていた」という表現が問題となり収録が見合わされるなど、内容を審査していることが分かっている。
最高裁判所は「教科用図書検定で不合格となった教科書が一般図書として販売されることは禁止されていないのだから、検閲ではない」と判断した。

### 歴史教科書問題
社会科教科書（主に歴史）検定には中国、韓国などの近隣諸国に配慮する「近隣諸国条項」があり、これが義務教育への近隣諸国からの“内政干渉”をもたらしているとする議論がある。

### 沖縄戦「集団自決」記述削除問題
それまで沖縄戦における集団自決の軍命をしてきたとされる人物が「命令はしていない」と否定し、裁判となった（「集団自決」訴訟）。それを理由の一つとして文科省は集団自決の軍による強制記述に意見をつけた。
2007年9月29日、宜野湾市で沖縄県の県議会各派や市長会が実行主体となり、「教科書検定意見撤回を求める県民大会」が開かれた。参加人数は主催者によって当初11万人と発表された。その報道を受けて渡海紀三朗文部科学大臣は教科書会社による自主修正に応じる姿勢を示した。しかし産経新聞は“関係者”（=沖縄県警察幹部）の話として実際は4万人程度であったとし、日経新聞も4万人と報じた。
10月10日、文部科学省は教科書検定にかかわった職員を外郭団体に異動させた。
10月11日、2008年度から使用される高校日本史の教科書検定で5社7冊の教科書の沖縄戦「集団自決」に日本軍の強制があったとする記述を削除する検定意見の原案となる「調査意見書」が教科調査官によって作成され、文部科学省の「実態について誤解するおそれがある」という「検定意見」となっていたことが第168回国会の衆議院予算委員会で明らかにされた。同委員会で文部科学省の検定意見は「政治介入」であり、その撤回と記述回復が求められた。20年間意見がついたことがなかった記述を削除したことも分かった。
なお、教科書検定は発行者の申請を受け文部科学省職員の教科書調査官が検定意見の原案である「調査意見書」を作成し、初等中等局長等の決裁を受け教科用図書検定調査審議会で審議し、検定意見がつくられる。高校日本史教科書の検定の場合は審議会で第2部会の日本史小委員会が審議し、その結果をさらに第2部会が審議し、教科書調査官の調査意見書に異論が出なければ、それが文部省の「検定意見」になる。
結果的に教科書検定審議会は「軍の関与」などの表現での記述を認め、文科省もこれを承認した。
2008年3月28日、「集団自決」訴訟の判決を言い渡し、原告側の主張を棄却した。特に、審議会が検定意見の根拠のひとつとした「元戦隊長の証言」については、「信用性に疑問がある」として全面的に排除を強制する結果となった。原告側は判決を不服として控訴したが、大阪高裁も2008年10月31日に地裁判決を支持して控訴を棄却、最高裁への上告も2011年4月21日、最高裁第一小法廷により棄却され、判決は確定している。

## 検定年
1989年告示の改訂学習指導要領（小学校では1992年度より、中学校では1993年度より施行、高校では1994年度より学年進行で施行）より、検定・採択（小中学校のみ）とも4年ごとに行われている。ただし、学習指導要領の改訂時には4年より短い周期となる。また、不合格時の再申請による検定を除く。
なお、高校用教科書の検定は主として低学年用、主として中学校用、主として高学年用の3回に分けて行われる。
| 学習指導要領施行年度 | 検定年             | 採択年             | 使用開始年         | 備考                |
| -------------------- | ------------------ | ------------------ | ------------------ | ------------------- |
| 1992年度 - 2001年度  | 1990年（平成2年）  | 1991年（平成3年）  | 1992年（平成4年）  |                     |
| 1992年度 - 2001年度  | 1994年（平成6年）  | 1995年（平成7年）  | 1996年（平成8年）  |                     |
| 1992年度 - 2001年度  | 1998年（平成10年） | 1999年（平成11年） | 2000年（平成12年） |                     |
| 2002年度 - 2010年度  | 2000年（平成12年） | 2001年（平成13年） | 2002年（平成14年） |                     |
| 2002年度 - 2010年度  | 2003年（平成15年） | 2004年（平成16年） | 2005年（平成17年） |                     |
| 2002年度 - 2010年度  | 2007年（平成19年） |                    |                    | 検定申請なし        |
| 2011年度 - 2019年度  | 2009年（平成21年） | 2010年（平成22年） | 2011年（平成23年） |                     |
| 2011年度 - 2019年度  | 2013年（平成25年） | 2014年（平成26年） | 2015年（平成27年） |                     |
| 2011年度 - 2019年度  | 2016年（平成28年） | 2017年（平成29年） | 2018年（平成30年） | 特別の教科 道徳のみ |
| 2011年度 - 2019年度  | 2017年（平成29年） |                    |                    | 検定申請なし        |
| 2020年度以降         | 2018年（平成30年） | 2019年（令和元年） | 2020年（令和2年）  |                     |
| 2020年度以降         | 2022年（令和4年）  | 2023年（令和5年）  | 2024年（令和6年）  |                     |

| 学習指導要領施行年度 | 検定年             | 採択年             | 使用開始年         | 備考                            |
| -------------------- | ------------------ | ------------------ | ------------------ | ------------------------------- |
| 1993年度 - 2001年度  | 1991年（平成3年）  | 1992年（平成4年）  | 1993年（平成5年）  |                                 |
| 1993年度 - 2001年度  | 1995年（平成7年）  | 1996年（平成8年）  | 1997年（平成9年）  |                                 |
| 1993年度 - 2001年度  | 1999年（平成11年） |                    |                    | 検定申請なし                    |
| 2002年度 - 2011年度  | 2000年（平成12年） | 2001年（平成13年） | 2002年（平成14年） |                                 |
| 2002年度 - 2011年度  | 2004年（平成16年） | 2005年（平成17年） | 2006年（平成18年） |                                 |
| 2002年度 - 2011年度  | 2008年（平成20年） | 2009年（平成21年） | 2010年（平成22年） |                                 |
| 2012年度 - 2020年度  | 2010年（平成22年） | 2011年（平成23年） | 2012年（平成24年） |                                 |
| 2012年度 - 2020年度  | 2014年（平成26年） | 2015年（平成27年） | 2016年（平成28年） |                                 |
| 2012年度 - 2020年度  | 2017年（平成29年） | 2018年（平成30年） | 2019年（令和元年） | 特別の教科 道徳のみ             |
| 2012年度 - 2020年度  | 2018年（平成30年） |                    |                    | 申請のあった1点が申請を取り下げ |
| 2021年度以降         | 2019年（令和元年） | 2020年（令和2年）  | 2021年（令和3年）  |                                 |
| 2021年度以降         | 2023年（令和5年）  | 2024年（令和6年）  | 2025年（令和7年）  |                                 |

## 関連文献
- 照沼康孝『日本史教科書検定三十五年教科書調査官が回顧する』吉川弘文館、2025年4月　ISBN　9784642084772